# Casos de abuso sexual de la Iglesia católica en Venezuela
Los casos de abuso sexual de la Iglesia católica en Venezuela fueron un escándalo revelado por el diario estadounidense The Washington Post en un reportaje publicado en 2022, donde una investigación original reveló que al menos 10 sacerdotes acusados y/o condenados por abuso sexual entre 2001 y 2022, cumplieron poco o nulo tiempo de condena y volvieron a ejercer el sacerdocio (tres de ellos). The Washington Post mencionó casos sucedidos en Anzoátegui, Falcón, Lara, Mérida y Zulia, aunque existen denuncias en al menos once estados de Venezuela.
La Iglesia confirmó la veracidad del reportaje, admitiendo la existencia de casos de abuso ese mismo año, anunciando una investigación y acciones para prevenir abuso sexual en el futuro. Este escándalo sucede a otros sucedidos en México, Argentina, Chile, Colombia y Perú.

## Casos

### Antecedentes
Según la Red Internacional de los Derechos del Niño, el primer caso de abuso sexual eclesiástrico llegado a tribunales en Venezuela fue en 2013, cuando un sacerdote fue acusado legalmente de abusar sexualmente a cuatro niñas y mujeres, de edades comprendidas entre 14 y 22 años.
Existe otro caso de diez niños huérfanos que denunciaron haber sido abusados sexualmente en un hogar administrado por la iglesia para niños con VIH por el mismo sacerdote en 2013 y luego en 2018, un cura fue detenido por haber abusado sexualmente de una niña durante tres años.
El periódico español El País publicó un reportaje en marzo de 2022 acerca de un abuso sexual ocurrido en la década de 1960 a un infante en el colegio Salesiano San Francisco de Sales por parte de un sacerdote de la institución. El periódico se puso en comunicación con la Orden Salesiana de España, que aclaró que la orden Salesiana en Venezuela investigaría los hechos.

### Casos reportados por The Washington Post
La periodista Ana Vanessa Herrero, corresponsal del diario estadounidense The Washington Post realizó una entrevista donde se reunió con víctimas de acoso y abuso sexual eclesiástico, intentando entrevistarse con la Conferencia Episcopal Venezolana, que no atendió a sus solicitudes de entrevista. Según Herrero, existen denuncias en al menos once estados de Venezuela.
En el estado Lara, el sacerdote Luis Alberto Mosquera había sido acusado en 1996 por un aspirante a monaguillo de doce años por abusar sexualmente de él amenazándolo con una pistola. Mosquera fue condenado a siete años de prisión en 2006 por abuso sexual a un niño de seis años, pero cumplió sólo dos años en prisión y después se le permitió volver al sacerdocio.
En el estado Zulia, el sacerdote Rafael Márquez, quien dirigía una red de hogares para niños en situación de calle, fue imputado por actos lascivos violentos contra 12 menores de 16 años «en presencia de otros niños y adolescentes». La sentencia de Márquez no se hizo pública su revelación en 2022.
En el estado Anzoátegui, el sacerdote Enrique Castro Azócar fue acusado de abuso sexual en Twitter en 2018 y detenido al año siguiente, declarándose culpable de dos cargos de abuso sexual a un niño y resultando condenado a cinco años de prisión. El padre de una de sus víctimas declaró haber sido acosado y amenazado por su petición de justicia.
En el estado Falcón, un sacerdote se declaró culpable de cometer un acto carnal contra una joven de 14 años. Se le concedió arresto domiciliario con la condición de que se mantuviera alejado de la víctima, sin embargo, regresó a la Iglesia, donde seguía participando para junio de 2022.
Según un tribunal, existió un caso en el estado Mérida donde un sacerdote intercambió mensajes de texto con una niña de 13 años, la llevó a una habitación de hotel y la besó. La niña testificó que el sacerdote intentó levantarle la camisa. Los abogados del sacerdote, por su parte, argumentaron que ella quería irse con él y que no se consumó ningún acto sexual, lo que terminó con que fuera declarado no culpable de actos lascivos agravados en 2006.
En la mayoría de los casos las víctimas provenían de entornos de escasos recursos económicos. Se evidenció la aplicación del «traslado terapéutico», utilizada en otros casos, donde sacerdotes con conductas inapropiadas y/o abusos probados fueron relocalizados en otras partes, en ocasiones otros países, para ocultar el pasado de los abusadores y evitar investigaciones policiales.

## Reacciones

### Organizaciones de derechos humanos
La revelación desató un escándalo. 66 ONG de derechos de los menores de edad, entre ellas CECODAP, firmaron un documento conjunto donde le exigieron al Estado y a la Iglesia investigar las denuncias del diario estadounidense.

### Conferencia Episcopal
Ese mismo año la Iglesia reconoció los sucesos y pidió disculpas al respecto, organizando una investigación al respecto, sin llegar a aclarar el número de víctimas y asegurando que se habían tomado medidas en represalia a los abusadores. El primer vicepresidente de la Conferencia Episcopal de Venezuela, el obispo Mario Moronta, declaró: «Nos sentimos profundamente consternados y dolidos ante las situaciones de abusos» y aseveró que la Iglesia «ha prestado la colaboración para el esclarecimiento de los hechos».
El 6 de julio de 2022 el obispo Moronta anunció su suspensión e investigación del sacerdote Luis Alberto Mosquera, quien había sido denunciado en el reportaje.

### Partido Socialista Unido de Venezuela
El diputado a la Asamblea Nacional y vicepresidente del PSUV, Diosdado Cabello, exculpó al sistema judicial venezolano de la liberación de los condenados y su vuelta a la Iglesia, argumentando que toda la culpa era de la Iglesia y criticando por «inmorales» al entonces cardenal Baltazar Porras y el resto de la dirigencia de la Iglesia local.